# Germán Nieto
Germán Nieto Fernández (Madrid, 16 dicembre 1972) è un dirigente sportivo ed ex ciclista su strada spagnolo.

## Palmarès

### Strada

#### Altri successi
- 1998 (Estepona-Toscaf)

Classifica traguardi volanti Volta a la Comunitat Valenciana
- 1999 (Fuenlabrada-Toscaf)

Classifica traguardi volanti Setmana Catalana
- 2000 (Relax-Fuenlabrada)

Classifica traguardi volanti Vuelta a Asturias
- 2001 (Relax-Fuenlabrada)

Classifica traguardi volanti Volta a la Comunitat Valenciana
- 2002 (Relax-Fuenlabrada)

Classifica traguardi volanti Volta a la Comunitat Valenciana
Classifica traguardi volanti Vuelta a Murcia

## Piazzamenti

### Grandi Giri
- Giro d'Italia

1995: fuori tempo massimo (10ª tappa)
1996: fuori tempo massimo (6ª tappa)
- Vuelta a España

1998: 108º
1999: 104º
2000: 120º
2001: 138º
2002: 131º
2003: 155º